# Uncarina sakalava
Uncarina sakalava ist eine Pflanzenart aus der Gattung Uncarina in der Familie der Sesamgewächse (Pedaliaceae).

## Beschreibung
Uncarina sakalava wächst als winziger Baum mit einem kurzen Stamm, der eine Krone mit aufsteigenden und oft unverzweigten Ästen trägt. Die Pflanzen werden bis 2,5 Meter hoch. Die 20 auf 20 Zentimeter großen Blattspreiten haben 3 bis 5 Lappen mit abgerundeten Spitzen. Auf der Blattoberseite befinden sich einzelne kurz gestielte Schleimdrüsen und einfache lange Haare. Entlang der Nervenbahnen der Blattunterseite werden kurz gestielte Schleimdrüsen ausgebildet. 
Der Blütenstand besteht aus Cymen mit 3 bis 5 Einzelblüten, die dichte Büschel ausbilden. Auf den gelben Blüten besitzen einen dunkelroten Schlund. Die Blütenröhre wird 4 bis 6 Zentimeter lang. 
Die seitlich zusammengedrückte Frucht ist in der Seitenansicht eiförmig und mit einem langen, schlanken Schnabel versehen. Seitlich an der Frucht werden 2 Flügel ausgebildet, die mit einfachen Stacheln besetzt sind. Auf der bis 5 Zentimeter langen und 4 Zentimeter breiten Frucht werden zwei verschiedene Stachelformen ausgebildet. Die etwa 6 Stück Hakenstacheln pro Reihe werden bis 40 Millimeter lang und sind sehr dünn und biegsam. Die oberen Stacheln überragen meistens den Schnabel. Die vielen einfachen Stacheln werden bis 5 Millimeter lang. Es werden keine falschen Scheidewände ausgebildet. Die gerundet-dreieckigen Samen werden 9 Millimeter lang und breit und besitzen 1,5 Millimeter große Flügel.

## Verbreitung und Systematik
Uncarina sakalava ist endemisch im zentralen West-Madagaskar und Nordwest-Madagaskar, in den Provinzen Mahajanga und Antsiranana, auf Kalkböden verbreitet.
Die Erstbeschreibung der Art erfolgte 1962 durch Jean-Henri Humbert.
Es existiert ein Paratyp (Henri Perrier de la Bâthie 15083) mit kleineren und annähernd dreieckigen Blättern (etwa 8 auf 9 Zentimeter). Diese sind ganzrandig bis nur sehr wenig gelappt und bilden eine dichte Behaarung aus. Vermutlich ist dies eine andere, noch unbeschriebene Art.